# Sienno (gmina)
Sienno – gmina miejsko-wiejska w województwie mazowieckim, w powiecie lipskim. W latach 1975–1998 gmina położona była w województwie radomskim.
Siedziba gminy to Sienno.
Według danych z 31 grudnia 2012 gminę zamieszkiwało 6098 osób.
Za Królestwa Polskiego gmina należała do powiatu iłżeckiego w guberni radomskiej. 13 stycznia 1870 do gminy przyłączono obszar zniesionego miasta Sienno.

## Struktura powierzchni
Według danych z roku 2002 gmina Sienno ma obszar 147,15 km², w tym:
- użytki rolne: 80%
- użytki leśne: 17%

Gmina stanowi 19,68% powierzchni powiatu.

## Demografia

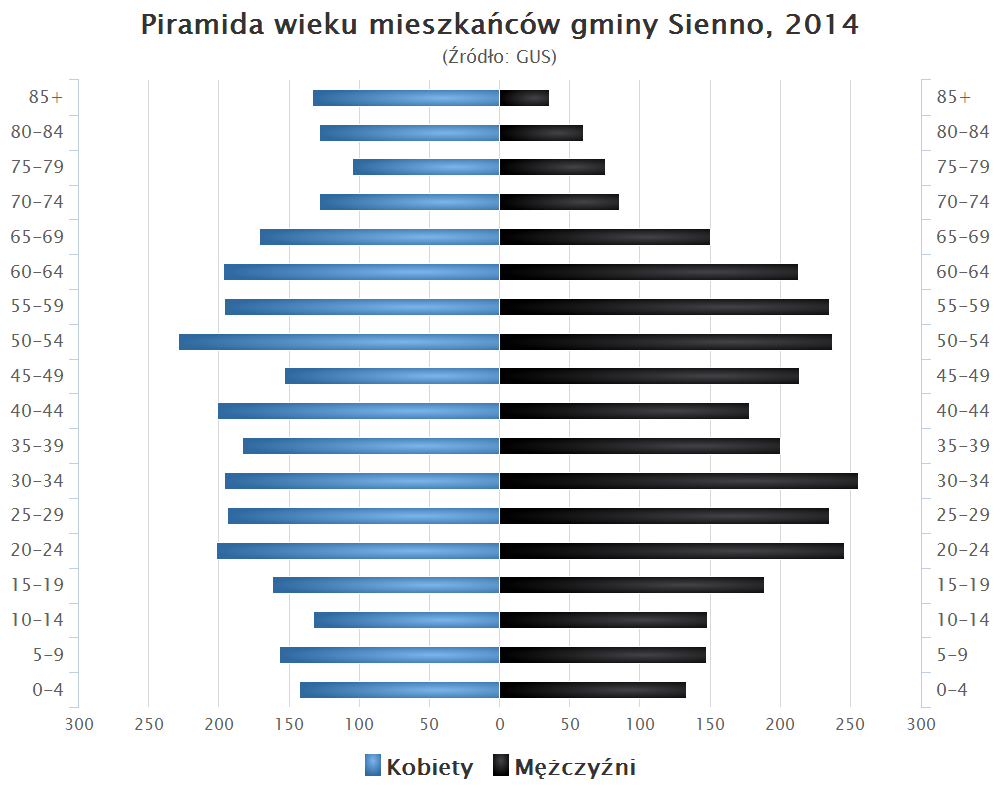
Piramida wieku mieszkańców gminy Sienno w 2014 roku

Dane z 31 grudnia 2012:
| Opis                              | Ogółem | Ogółem | Kobiety | Kobiety | Mężczyźni | Mężczyźni |
| --------------------------------- | ------ | ------ | ------- | ------- | --------- | --------- |
| jednostka                         | osób   | %      | osób    | %       | osób      | %         |
| populacja                         | 6098   | 100    | 3041    | 49,9    | 3057      | 50,1      |
| gęstość zaludnienia (mieszk./km²) | 41,4   | 41,4   | 20,7    | 20,7    | 20,7      | 20,7      |

## Sołectwa
Adamów, Aleksandrów, Aleksandrów Duży, Bronisławów, Dąbrówka, Dębowe Pole, Eugeniów, Gozdawa, Hieronimów, Janów, Jawor Solecki, Jaworska Wola, Kadłubek, Karolów, Kochanówka, Krzyżanówka, Leśniczówka, Ludwików, Nowa Wieś, Olechów Nowy, Osówka, Piasków, Praga Dolna, Praga Górna, Sienno, Stara Wieś, Olechów Stary, Tarnówek, Trzemcha Dolna, Trzemcha Górna, Wierzchowiska Pierwsze, Wierzchowiska Drugie, Wodąca, Wyględów, Wygoda, Zapusta.

## Sąsiednie gminy
Bałtów, Bodzechów, Brody, Ciepielów, Kunów, Lipsko, Rzeczniów, Tarłów